# Kaple svatého Jana Nepomuckého (Zdoňov)
Kaple svatého Jana Nepomuckého je římskokatolická kaple v Hrnčířském údolí ve vsi Zdoňov, části Teplic nad Metují, náležející do tamní farnosti v Královéhradeckém kraji. 

## Historie
Na místě současné kaple v Hrnčířském údolí mezi Svatým kopečkem a Křížovým vrchem, cestou ze Zdoňova do Dolního Adršpachu, stávala od roku 1728 dřevěná kaple, kterou nechal postavit správce místního panství Mathias Ignaz Doubrawa. Chátrající kaplička byla přestavěna na kamennou v roce 1880 z iniciativy Barbary Zinke, rozené Rost, z čp. 81, která po své smrti odkázala církvi peníze za závazek, že církev bude udržovat kapli v dobrém stavu. Každoročně se ke kapli konala dvě procesí a to na svátek patrona kaple (24. června) a v době svátku Nanebevstoupení Ježíše Krista. Rodina Rostova pečovala o kapličku až do svého odsunu.

## Rekonstrukce
V roce 2005 bylo provedena nová střecha a fasáda, což kapli zachránilo. V roce 2009 byla zrestaurována výmalba a opraven kříž a v roce 2011 byla dovnitř umístěna socha patrona kaple.

## Bohoslužby
Bohoslužby se v kapli nekonají.